# Polîți, Volodîmîreț
Polîți (în ucraineană Полиці) este localitatea de reședință a comunei Polîți din raionul Volodîmîreț, regiunea Rivne, Ucraina.

## Demografie
Componența lingvistică a localității Polîți
     Ucraineană (99,06%)
     Alte limbi (0,94%)
Conform recensământului din 2001, majoritatea populației localității Polîți era vorbitoare de ucraineană (99,06%), existând în minoritate și vorbitori de alte limbi.